# Albert Antébi
Albert Abraham Antébi (hébreu : אלברט אברהם ענתבי ; né en 1873 à Damas et mort en 1919 à Constantinople) fut l’un des artisans, sous l'Empire ottoman, de l’implantation juive en Palestine qu'il espérait sous l'influence culturelle et politique de la France.

## Biographie
Albert Antébi descendait d'une vieille famille juive sefarade de Damas. Son grand-père, le rabbin Jacob Antebi, avait été l'une des victimes de l'Affaire de Damas. Après avoir appris le métier de forgeron dans une école professionnelle de l'Alliance, rue des Rosiers à Paris, il étudie l'ingénierie aux Écoles d'arts et métiers de Châlons-sur-Marne et d'Angers. En 1896, il est nommé directeur de l'école professionnelle de Jérusalem de l'Alliance israélite universelle, poste qu'il occupa jusqu'en 1913. Il fut durant toute sa vie un francophile passionné, et souscrivit à l'idéal de l'émancipation juive sous la loi turque et l'influence culturelle et politique française.
La colonisation juive se faisait avec le soutien logistique de l’Alliance israélite universelle, en particulier de Charles Netter, des directeurs successifs de la ferme-école de Mikvé-Israël, fondée dès 1869 aux portes de Jaffa, et du fondateur de l’école de Jérusalem, Nissim Bekhar. Antébi était le seul ingénieur parmi les directeurs d'école de AIU. Il parlait français, hébreu, arabe, anglais et connaissait parfaitement les subtilités du Beth Din, de la charia, des droits ottoman et français. Il fut un intermédiaire important entre le baron Edmond de Rothschild et les notables arabes dans la négociation de l'achat de terres pour les immigrants juifs dans les colonies Rothschild dans la Palestine ottomane. Il était tenu en haute estime par plusieurs familles de notables arabes, tels que les Husayni, les Khalidi et les Nashashibi, avec lesquels il négociait des achats de terres. Il a coopéré étroitement avec les Amants de Sion.

## Un autre sionisme
Antébi était cependant opposé au projet politique de Theodor Herzl. Dès 1901, il écrit: «Le sionisme a été créé, disent ses dirigeants, afin de resserrer les liens du judaïsme: le seul résultat a été de stimuler la naissance de luttes entre des nationalités différentes». Il y voyait une menace pour le développement progressif d'une patrie juive. Il considérait la publicité entourant le sionisme comme responsable de la montée de l'antisémitisme en Terre Sainte, et conseillait une stratégie de silence pour que l'immigration puisse se poursuivre sans éveiller la résistance locale.
Il a décrit ses efforts pour renouveler la présence juive en Terre Sainte en ces termes :
« Je veux faire la conquête de Sion économiquement et non politiquement, je veux chérir la Jérusalem historique et spirituelle et non la Jérusalem moderne et temporelle, je veux être un député juif au Parlement Ottoman et non dans le Temple hébraïque de Moriah. Les Juifs ottomans doivent avoir les mêmes droits, devoirs et aspirations que les Juifs anglais, allemands et français. Je veux créer des agglomérations juives puissantes et économiques noyées dans les démocraties universelles, je ne veux pas être sujet d’une autocratie judéenne »'.
A la veille de la Première Guerre mondiale, il écrivit que la Palestine serait la dernière province à être enlevée à la Turquie. Des considérations politiques et commerciales suggéraient que la France et l'Angleterre seraient dominantes dans cette région. Il craignait qu'un grand nombre d'immigrants allemands et russes n'assurerent à ces nations une influence puissante qui porterait un coup mortel à l'obtention éventuelle d'une majorité juive. Pendant la Guerre, il servit dans l'armée ottomane dans le Caucase en 1917, où il fit la connaissance du général Mustafa Kemal.
Il mourut à l'âge de 45 ans du typhus à Constantinople, alors qu'il dirigeait une opération de sauvetage et de rapatriement. Dans son testament, il exprime l'espoir que la Palestine se développe selon le système cantonal suisse, sous un protectorat interallié ou un condominium franco-anglais, qui allouerait des terres sans propriétaires aux immigrants, tout en gardant le pays à l'écart des communistes allemands et russes.

## Postérité
Albert Antébi a sa rue (une impasse dans le quartier orthodoxe !) à Jérusalem.
Sa petite-fille Elisabeth Antébi en a fait le héros de son roman L'Homme du Sérail (NiL, 1996). Voir aussi Les Missionnaires Juifs de la France' (Calmann-Lévy, 1999) et Edmond de Rothschild. L’homme qui racheta la Terre Sainte (Rocher, 2003).